# Markaryds församling
Markaryds församling är en församling i Allbo-Sunnerbo kontrakt, Växjö stift och i Markaryds kommun i Kronobergs län.
I församlingen ingår Markaryds kyrka, Timsfors kapell och Germunds kapell.

## Administrativ historik
Församlingen har medeltida ursprung.
Församlingen bildade eget pastorat  1200-talet från att innan dess och mellan 1536 och 1663 vara moderförsamling i pastoratet Markaryd och Hinneryd, och 1664 åter bilda eget pastorat. 1709 blev man åter moderförsamling i pastoratet Markaryd och Hinneryd för att 1875 åter bilda eget pastorat.
Före 1960 var församlingen delad av kommungräns och därför hade två församlingskoder, 073400 för delen i Markaryds landskommun och 076700 för delen i Markaryds köping.

## Kyrkoherdar
| Ämbetstid | Namn                       | Levnadstid | Övrigt                                       |
| --------- | -------------------------- | ---------- | -------------------------------------------- |
| 1524      | Petrus Johannis            |            |                                              |
| 1536–1586 | Jöns Persson               | –1586      |                                              |
| 1586–1612 | Petrus Erlandi             | –1612      |                                              |
| 1612–1634 | Paulus Erici               | –1634      |                                              |
| 1634–1663 | Erlandus Paulinus          | 1606–1663  |                                              |
| 1664–1704 | Carolus Bolhemius          | 1630–1704  |                                              |
| 1704–1731 | Gustaf Lallerman           | 1668–1731  |                                              |
| 1733–1747 | Nicolaus P. Osander        | 1700–1747  | Kontraktsprost och riksdagsman.              |
| 1749–1772 | Carl Lallerman             | 1705–1772  | Kontraktsprost.                              |
| 1774–1782 | Harald Almquist            | 1740–1782  |                                              |
| 1782–1831 | Carl Wilhelm Rhodin        | 1755–1831  |                                              |
| 1831–1874 | Lars Daniel Theolander     | 1783–1874  |                                              |
| 1874–1879 | Carl Magnus Svensson       |            | Senare kyrkoherde i Södra Ljunga församling. |
| 1880–1908 | Johan Emil Ydström         | 1833–1908  |                                              |
| 1908–1920 | Johan Plym Forshell        |            | Senare kyrkoherde i Vetlanda församling.     |
| 1921–1929 | Alfred Johan Edvin Sjöborg | 1875–      |                                              |